# فريدريك لوس
فريدريك لوس (بالألمانية: Friedrich Loos)‏ هو نقاش ‏ ورسام نمساوي، ولد في 29 أكتوبر 1797 في غراتس في النمسا، وتوفي في 9 مايو 1890 في كيل في ألمانيا.